# Кларк (округ, Айдахо)
Кларк (англ. Clark) — округ в штате Айдахо. Административным центром является город Дубойс.

## История
Округ Кларк был основан 1 февраля 1919 года. Он был назван в честь сенатора Сэма Кларка.

## Население
По состоянию на июль 2008 года население округа составляло всего  910 человек, что делает Кларк самым малонаселённым округом Айдахо. С 2003 года население увеличилось на одного человека (0,11 %). Ниже приводится динамика численности населения округа.

## География
Округ Кларк располагается в восточной части штата Айдахо. Площадь округа составляет 4 572 км², из которых 2 км² (0,03 %) занято водой.